# Новенська сільська рада (Токмацький район)
| Новенська сільська рада — колишній орган місцевого самоврядування у Токмацькому районі Запорізької області з адміністративним центром у с. Нове. Сільській раді підпорядковані населені пункти: - с. Нове - с. Мирне - с. Пшеничне - с. Рівне - с. Харкове - с. Чистопілля |

## Склад ради
Загальний склад ради: 16 депутатів. Партійний склад ради: Партія регіонів — 8, Всеукраїнське об'єднання «Батьківщина» — 4, Самовисування — 4.

### Керівний склад ради
| ПІБ                           | Основні відомості                                                         | Дата обрання | Дата звільнення |
| ----------------------------- | ------------------------------------------------------------------------- | ------------ | --------------- |
| Горенко Ольга Михайлівна      | Сільський голова, 1954 року народження, освіта, позапартійна              | 26.03.2006   | 31.10.2010      |
| Субоцький Анатолій Андрійович | Сільський голова, 1965 року народження, освіта вища, член Партії регіонів | 31.10.2010   |                 |

Примітка: таблиця складена за даними джерела